# Giandomenico Basso
Giandomenico Basso, född 15 september 1973 i Montebelluna, är en italiensk rallyförare. Basso blev mästare i Intercontinental Rally Challenge med sin co-driver Mitia Dotta säsongen 2006.